# Giuseppe Ottaviani
Giuseppe Ottaviani (Sant'Ippolito, 20 maggio 1916 – Sant'Ippolito, 19 luglio 2020) è stato un atleta italiano, specializzato nelle gare master.
Al 2023 è stato l'unico centenario al mondo a praticare il salto triplo nella categoria M100, gareggiando nel contempo in 11 differenti specialità dell'atletica leggera; per alti meriti sportivi venne nominato Commendatore della Repubblica.

## Biografia
Fu militare nell'Aeronautica durante la seconda guerra mondiale a Torino, per dedicarsi successivamente al suo lavoro di sarto per uomo.
Il suo impegno agonistico nell'atletica leggera iniziò dopo il compimento dei settant'anni (fine anni 1980), anche su suggerimento dei fratelli Paolo e Giuliano Costantini allora giovani Master, più volte campioni italiani di categoria nei lanci e salti. Seguito dall'insegnante di atletica Graziano Bacchiocchi nella velocità e nei lanci, ottenne la sua prima vittoria in un campionato italiano nel 1999; conseguì 55 titoli italiani, 1 record mondiale, 8 record europei e 13 record italiani M95, 8 record mondiali, 4 record europei e 12 record italiani M100.
Nel 2010, allenato dall'insegnante di atletica Mauro Angelini, debuttò nel salto in alto con 0,85 m.
Nel 2011, a 95 anni, sempre allenato dal prof. Mauro Angelini, esordì anche nel salto in lungo e nel salto triplo, diventando il primo atleta novantacinquenne a superare la soglia dei 2 m nel lungo con 2,14 e dei 4 m nel triplo con 4,46 record mondiale in entrambe le specialità all'aperto.
Nel 2012 ottenne il record del mondo al coperto nel salto triplo con 4,37 m superando ancora per primo la soglia dei 4 m e anche nei 60 m primo a scendere sotto i 15" con 14"28 a quasi 96 anni, salta 2,12 m nel lungo, 4,32 m nel triplo - mondiali M96 - e 0,85 m nell'alto e lancia il disco a 17,52 m. Su invito del prof. Ario Federici, Preside del corso di Laurea in Scienze Motorie dell'Università di Urbino, tenne la lezione inaugurale del corso di attività motoria nella terza età: nei 12 mesi precedenti il compimento del suo 100º anno, la stessa Università con propri docenti ricercatori e laureandi monitorò i suoi allenamenti nell'ottica dell'integrità psicofisica, i cui risultati divennero oggetto di pubblicazione scientifica, la prima per uno sportivo centenario.
Nel 2013 si iscrisse all'Università per la terza età a Fossombrone. Ai campionati italiani indoor ottenne 4,33 nel triplo, 14"90 nei 60 m e 1,58 m nel lungo - primati mondiali M96 - a quasi 97 anni. Il 16 giugno migliorò per ben due volte il record mondiale assoluto M95 del salto triplo all'aperto portandolo per primo oltre i 4,5 m a 4,52 m e poi a 4,67 m a 97 anni compiuti;nuovo record italiano nei 100 m in 26"69 ai campionati italiani a Orvieto 28-29 giugno.                                                                                                                                                    
Il 31 agosto ad Ancona ottenne la miglior prestazione mondiale nel salto triplo 4,54 nel salto in lungo 1,86 m e nel lancio del disco 15,47 m M97. Divenne anche campione italiano nel penthatlon lanci a Bologna.
Nel 2014 ai campionati italiani indoor 14"49 ottenne la seconda prestazione mondiale nei 60 m e primato mondiale m97; Ai Campionati Mondiali Indoor a Budapest diventò con 10 ori l'atleta master con più medaglie d'oro conquistate in un'unica manifestazione internazionale, migliorando tre record europei: nel salto in alto 82cm, nel salto in lungo 1,83 m e nei 200 m 1'56"32 e il record mondiale nel salto triplo con 4,44 m. Ai campionati italiani di Modena si aggiudicò tre titoli italiani: con 26"33 nei 100 m migliorò il suo record italiano e con 1,73 m nel salto in lungo, 4,47 m nel salto triplo migliori prestazioni mondiali M98. A maggio il capo di stato maggiore dell'Aeronautica, gen. Pasquale Preziosa, lo onorò dell'iscrizione al Centro Sportivo dell'Aeronautica Militare. 
Nel 2015 ai campionati italiani indoor vinse i 60 m con il tempo di 16"19 e il salto in lungo con 1,59 m migliori risultati mondiali M99, mentre ai campionati italiani di Cassino conseguì il titolo italiano nel salto triplo con 3,45 m e nel lancio del disco con 13,42 miglior prestazione mondiale per un M99.
Nel 2016 fu il primo italiano nella storia dei Master a partecipare a un Campionato Italiano Indoor categoria M100 stabilendo due record italiani, nel salto in lungo con 1,36 m e nei 60 m con 21"63; a marzo partecipò ai Campionati Europei indoor ad Ancona conquistando la medaglia d'oro nei 200 m con il record italiano di 2'00"23, la medaglia d'argento nel lungo con 1,29 m e nei 60 m con 18"65 record italiano. Il 20 maggio al Palaindoor di Ancona in occasione de l'OTTAVIANI DAY gareggiò in 5 gare e riportò 5 record mondiali indoor M100: 60 m 17"52, salto triplo 3,27 m, salto in lungo 1,08, getto del peso 4,43 m e finalmente 200 m 2'15"90. Il 30 maggio allo stadio Montefeltro di Urbino ottenne due record mondiali outdoor M100 primo atleta della storia nel salto triplo con 3,53 m e nel lancio del martello 4,92 m assieme a due record europei nel salto in lungo 1,33 m e disco 9,99 m. Fu campione italiano ad Arezzo nel lungo 1,15 m e nel salto triplo 3,52. Il 9 febbraio fu ospite d'onore al Festival di Sanremo 2016 su invito di Carlo Conti.
Nel 2017 ai campionati italiani indoor ad Ancona migliorò il suo record del mondo nel salto in lungo saltando 1,16 m e corre i 60 m in 19"25. Il 20 maggio festeggiò i 101 anni a Fano, primo centenario a gareggiare nel Pentathlon dei lanci con 2533 punti, nuovo record mondiale.
A marzo 2018 partecipò primo italiano a 101 anni ai Campionati Europei indoor a Madrid e vince tre titoli nel salto in lungo 0,85m, triplo 2,18m e peso 3,31m.  A luglio partecipò, primo italiano a 102 anni, ai Campionati Italiani ad Arezzo e vinse due titoli nel salto in lungo 0,75m e peso 2,87m.  A settembre ai Campionati Mondiali a Malaga in Spagna oltre che nel salto in lungo con 0,83m, vinse l'oro nel salto triplo con 2,23m, dalle statistiche primo atleta della storia a 102 anni compiuti.
A febbraio 2019 saltò 0,77m nel salto in lungo ai Campionati Italiani indoor ad Ancona, primo italiano a 102 anni. Il 13 settembre, a 103 anni compiuti, vinse la medaglia d'oro nel salto in lungo con 0.65m ai Campionati Europei di Jesolo.
Il suo campo di allenamento era a Fano, a circa 25 km in cui si recava con la sua auto dal comune di residenza, Sant'Ippolito, "il paese degli scalpellini", in provincia di Pesaro-Urbino nelle Marche.
I suoi motti erano "per me lo sport è vita, lo sport è gioia" e "la curiosità mi spinge a vivere"; così al compimento del 95º anno si regalò un computer iniziando quindi a navigare su Internet.
Dal matrimonio con Alba Michelini, ebbe tre figli: Paolo, Matelda e Marzia maratoneta della categoria MF45 (pb 3h08'51").

## Record M95

### Outdoor[4]
- Salto in lungo: 2,14 m  ( Cosenza, 30 settembre 2011)
- Salto triplo: 4,67 m  ( Montecassiano, 15 giugno 2013)
- Lancio del disco: 17,62 m  ( San Benedetto del Tronto, 21 maggio 2011)
- Lancio del giavellotto: 14,21 m  ( Macerata, 17 settembre 2011)
- Pentathlon di lanci: 3879 punti  ( Macerata, 17 settembre 2011)
- Salto in alto: 0,85 m  ( Senigallia, 2 settembre 2012)
- 100 metri piani: 26"33  ( Modena, 5 luglio 2014)

### Indoor[5]
- 60 metri piani: 14"28  ( Ancona, 10 marzo 2012)
- Salto triplo: 4,44 m  ( Budapest, 29 marzo 2014)
- Salto in lungo: 1,83 m  ( Budapest, 26 marzo 2014)
- Salto in alto: 0,82 m  ( Budapest, 28 marzo 2014)
- 200 metri piani: 1'56"32  ( Budapest, 28 marzo 2014)

## Record M100

### Outdoor[4]
- Salto triplo: 3,53 m  ( Urbino, 30 maggio 2016)
- Lancio del martello con maniglia corta: 4,92 m  ( Urbino, 30 maggio 2016)
- Salto in lungo: 1,33 m  ( Urbino, 30 maggio 2016)
- Lancio del disco: 10,27 m  ( Montecassiano, 18 giugno 2016)
- Lancio del giavellotto: 4,95 m  ( Fano, 20 maggio 2017)
- Lancio del martello: 3,63 m  ( Fano, 20 maggio 2017)
- Pentathlon lanci: 2533 p  ( Fano, 20 maggio 2017)

### Indoor[5]
- 60 metri piani: 17"52  ( Ancona, 20 maggio 2016)
- Salto triplo: 3,27 m  ( Ancona, 20 maggio 2016)
- Salto in lungo: 1,16 m  ( Ancona, 25 febbraio 2017)
- Lancio del peso: 4,43 m  ( Ancona, 20 maggio 2016)
- 200 metri piani: 2'15"90  ( Ancona, 20 maggio 2016)

## Progressione

### 60 metri piani indoor
| Stagione | Risultato | Luogo  | Data      | Rank. Mond. |
| MM95*    | MM95*     | MM95*  | MM95*     | MM95*       |
| -------- | --------- | ------ | --------- | ----------- |
| 2014     | 14"49     | Ancona | 8-3-2014  |             |
| 2013     | 14"90     | Ancona | 9-3-2013  |             |
| 2012     | 14"28     | Ancona | 11-3-2012 | 1º          |
| 2011     | 13"37     | Ancona | 5-3-2011  |             |
| MM90     |           |        |           |             |
| 2010     | 13"57     | Ancona | 20-2-2010 |             |
| 2009     | 13"11     | Ancona | 21-2-2009 |             |
| 2008     | 13"02     | Ancona | 8-3-2008  |             |
| 2007     | 13"93     | Ancona | 3-3-2007  |             |

### 100 metri
| Stagione | Risultato | Luogo                    | Data      | Rank. Mond. |
| MM95     | MM95      | MM95                     | MM95      | MM95        |
| -------- | --------- | ------------------------ | --------- | ----------- |
| 2014     | 26"33     | Modena                   | 05-7-2014 |             |
| 2013     | 26"69     | Orvieto                  | 29-6-2013 |             |
| MM90     |           |                          |           |             |
| 2010     | 23"07     | Roma                     | 12-6-2010 |             |
| 2009     | 23"08     | Fermo                    | 9-5-2009  |             |
| 2007     | 23"24     | San Benedetto del Tronto | 19-5-2007 |             |
| 2006     | 21"76     | Misano Adriatico         | 10-6-2006 | 8º          |

### Salto in lungo
| Stagione | Risultato | Luogo     | Data      | Rank. Mond. |
| MM95     | MM95      | MM95      | MM95      | MM95        |
| -------- | --------- | --------- | --------- | ----------- |
| 2014     | 1,83 m    | Budapest  | 26-3-2014 |             |
| 2013     | 1,86 m    | Ancona    | 1-9-2013  |             |
| 2012     | 2,12 m    | Comacchio | 26-6-2012 |             |
| 2011     | 2,14 m    | Cosenza   | 30-9-2011 | 1º          |

### Salto triplo
| Stagione | Risultato | Luogo         | Data      | Rank. Mond. |
| MM95     | MM95      | MM95          | MM95      | MM95        |
| -------- | --------- | ------------- | --------- | ----------- |
| 2013     | 4,67 m    | Montecassiano | 15-6-2013 | 1º          |
| 2012     | 4,32 m    | Senigallia    | 1-9-2012  |             |
| 2011     | 4,46 m    | Cosenza       | 1-10-2011 | 1º          |

### Getto del peso outdoor
| Stagione | Risultato | Luogo                    | Data      | Rank. Mond. |
| MM95     | MM95      | MM95                     | MM95      | MM95        |
| -------- | --------- | ------------------------ | --------- | ----------- |
| 2011     | 6,74 m    | San Benedetto del Tronto | 21-5-2011 |             |
| MM90     |           |                          |           |             |
| 2009     | 6,28 m    | San Benedetto del Tronto | 23-5-2009 |             |

### Lancio del disco
| Stagione | Risultato | Luogo                    | Data      | Rank. Mond. |
| MM95     | MM95      | MM95                     | MM95      | MM95        |
| -------- | --------- | ------------------------ | --------- | ----------- |
| 2012     | 17,52 m   | Bologna                  | 2-6-2012  |             |
| 2011     | 17,62 m   | San Benedetto del Tronto | 21-5-2011 | 1º          |
| MM90     |           |                          |           |             |
| 2010     | 17,96 m   | Roma                     | 11-6-2010 |             |
| 2009     | 19,05 m   | San Benedetto del Tronto | 23-5-2009 | 2º          |
| 2008     | 17,85 m   | Falconara                | 6-9-2008  |             |
| 2007     | 19,13 m   | Milano                   | 29-6-2007 | 4º          |

### Tiro del giavellotto
| Stagione | Risultato | Luogo    | Data      | Rank. Mond. |
| MM95     | MM95      | MM95     | MM95      | MM95        |
| -------- | --------- | -------- | --------- | ----------- |
| 2012     | 10,86 m   | Macerata | 15-9-2012 |             |
| 2011     | 14,21 m   | Macerata | 17-9-2011 | 1º          |
| MM90     |           |          |           |             |
| 2009     | 16,70 m   | Macerata | 3-10-2009 |             |

## Palmarès
| Anno | Manifestazione         | Sede     | Evento                               | Risultato | Prestazione | Note |
| ---- | ---------------------- | -------- | ------------------------------------ | --------- | ----------- | ---- |
| 2007 | Mondiali master        | Riccione | Lancio del disco M90                 | Bronzo    |             |      |
| 2009 | Europei master indoor  | Ancona   | 60 metri piani M90                   | Argento   |             |      |
| 2009 | Europei master indoor  | Ancona   | Lancio del disco M90                 | Argento   |             |      |
| 2014 | Mondiali master indoor | Budapest | 60 metri piani M95                   | Oro       | 14"67       |      |
| 2014 | Mondiali master indoor | Budapest | Salto in alto M95                    | Oro       | 0,82 m      |      |
| 2014 | Mondiali master indoor | Budapest | Salto in lungo M95                   | Oro       | 1,83 m      |      |
| 2014 | Mondiali master indoor | Budapest | Salto triplo M95                     | Oro       | 4,44 m      |      |
| 2014 | Mondiali master indoor | Budapest | 200 metri piani M95                  | Oro       | 1'56"32     |      |
| 2014 | Mondiali master indoor | Budapest | Getto del peso M95                   | Oro       | 5,39 m      |      |
| 2014 | Mondiali master indoor | Budapest | Lancio del disco M95                 | Oro       | 14,20 m     |      |
| 2014 | Mondiali master indoor | Budapest | Lancio del giavellotto M95           | Oro       | 11,00 m     |      |
| 2014 | Mondiali master indoor | Budapest | Lancio del martello M95              | Oro       | 12,17 m     |      |
| 2014 | Mondiali master indoor | Budapest | Lancio del martello con maniglia M95 | Oro       | 5,54 m      |      |
| 2016 | Europei master indoor  | Ancona   | 60 metri piani M95                   | Argento   |             |      |
| 2016 | Europei master indoor  | Ancona   | salto in lungo M95                   | Argento   |             |      |
| 2016 | Europei master indoor  | Ancona   | 200 metri piani M95                  | Oro       |             |      |
| 2018 | Europei master indoor  | Madrid   | salto triplo M100                    | Oro       |             |      |
| 2018 | Europei master indoor  | Madrid   | salto in lungo M100                  | Oro       |             |      |
| 2018 | Europei master indoor  | Madrid   | lancio del peso M100                 | Oro       |             |      |
| 2018 | Mondiali master        | Malaga   | salto triplo M100                    | Oro       | 2,23 m      |      |
| 2018 | Mondiali master        | Malaga   | salto in lungo M100                  | Oro       | 0,83 m      |      |
| 2019 | Europei master         | Jesolo   | salto in lungo M100                  | Oro       |             |      |

## Campionati nazionali
Dati aggiornati a febbraio 2019
55 volte campione italiano master (32 outdoor e 23 indoor)
1999
- Oro ai campionati italiani master di atletica leggera, lancio del disco M80
- Oro ai campionati italiani master di atletica leggera, lancio del giavellotto M80
- Oro ai campionati italiani master di atletica leggera indoor, getto del peso M80

2000
- Oro ai campionati italiani master di atletica leggera, lancio del disco M80
- Oro ai campionati italiani master di atletica leggera, tiro del giavellotto M80

2001
- Oro ai campionati italiani master di atletica leggera, lancio del disco M85
- Oro ai campionati italiani master di atletica leggera, tiro del giavellotto M85

2002
- Oro ai campionati italiani master di atletica leggera, tiro del giavellotto M85

2003
- Oro ai campionati italiani master di atletica leggera, tiro del giavellotto M85

2006
- Oro ai campionati italiani master di atletica leggera, 100 metri piani M90
- Oro ai campionati italiani master di atletica leggera, lancio del disco M90
- Oro ai campionati italiani master di atletica leggera, pentathlon di lanci M90

2007
- Oro ai campionati italiani master di atletica leggera, 100 metri piani M90
- Oro ai campionati italiani master di atletica leggera, lancio del disco M90
- Oro ai campionati italiani master di atletica leggera indoor, 60 metri piani M90

2008
- Oro ai campionati italiani master di atletica leggera indoor, 60 metri piani M90

2009
- Oro ai campionati italiani master di atletica leggera indoor, 60 metri piani M90
- Oro ai campionati italiani master di atletica leggera indoor, getto del peso M90

2010
- Oro ai campionati italiani master di atletica leggera, salto in alto M90
- Oro ai campionati italiani master di atletica leggera, lancio del disco M90

2011
- Oro ai campionati italiani master di atletica leggera, salto in lungo M95
- Oro ai campionati italiani master di atletica leggera, salto triplo M95
- Oro ai campionati italiani master di atletica leggera, lancio del disco M95
- Oro ai campionati italiani master di atletica leggera indoor, 60 metri piani M95
- Oro ai campionati italiani master di atletica leggera indoor, salto in alto M95

2012
- Oro ai campionati italiani master di atletica leggera, salto triplo M95
- Oro ai campionati italiani master di atletica leggera, lancio del disco M95
- Oro ai campionati italiani master di atletica leggera indoor, 60 metri piani M95
- Oro ai campionati italiani master di atletica leggera indoor, salto in lungo M95
- Oro ai campionati italiani master di atletica leggera indoor, salto triplo M95

2013
- Oro ai campionati italiani master di atletica leggera, 100 metri piani M95
- Oro ai campionati italiani master di atletica leggera, salto triplo M95
- Oro ai campionati italiani master di atletica leggera, lancio del disco M95
- Oro ai campionati italiani master di atletica leggera indoor, 60 metri piani M95
- Oro ai campionati italiani master di atletica leggera indoor, salto in lungo M95
- Oro ai campionati italiani master di atletica leggera indoor, salto triplo M95

2014
- Oro ai campionati italiani master di atletica leggera, 100 metri piani M95
- Oro ai campionati italiani master di atletica leggera, salto triplo M95
- Oro ai campionati italiani master di atletica leggera, salto in lungo M95
- Oro ai campionati italiani master di atletica leggera indoor, 60 metri piani M95
- Oro ai campionati italiani master di atletica leggera indoor, salto in lungo M95
- Oro ai campionati italiani master di atletica leggera indoor, salto triplo M95

2015
- Oro ai campionati italiani master di atletica leggera, salto triplo M95
- Oro ai campionati italiani master di atletica leggera, lancio del disco M95
- Oro ai campionati italiani master di atletica leggera indoor, 60 metri piani M95
- Oro ai campionati italiani master di atletica leggera indoor, salto in lungo M95

2016
- Oro ai campionati italiani master di atletica leggera indoor, salto in lungo M100
- Oro ai campionati italiani master di atletica leggera indoor, 60 metri piani M100
- Oro ai campionati italiani master di atletica leggera, salto triplo M100
- Oro ai campionati italiani master di atletica leggera, salto in lungo M100

2017
- Oro ai campionati italiani master di atletica leggera indoor, salto in lungo M100
- Oro ai campionati italiani master di atletica leggera indoor, 60 metri piani M100

2018
- Oro ai campionati italiani master di atletica leggera, salto in lungo M100
- Oro ai campionati italiani master di atletica leggera, lancio del peso M100

2019
- Oro ai campionati italiani master di atletica leggera indoor, salto in lungo M100